# Olivier Masmonteil
Pour les articles homonymes, voir Masmonteil.
Olivier Masmonteil (né le 23 septembre 1973, à Romilly-sur-Seine) est un artiste-peintre français.

## Biographie
Olivier Masmonteil passe son enfance en Corrèze. Après des cours d'arts plastiques au lycée d'Arsonval puis à l'Académie Jacques Gabriel Chevalier de Brive, il étudie à l'École des beaux-arts de Bordeaux de 1996 à 1999.
En tant que peintre, il s'est tout d'abord consacré exclusivement au genre du paysage pendant une dizaine d'années. Tout en s’offrant à voir dans une diversité de traitement, ses peintures déclinent une unité thématique dont le paysage est tout à la fois le fond et la forme, le sujet et l’objet, le contenu et le contenant. À partir de 2012, il se consacre également à d'autres genres de peinture.
Il séjourne à Leipzig pendant un peu plus d'un an en 2005-2006, où il côtoie l'art de l'École de Leipzig. Artiste globe-trotter, il réalise en 2008-2009 un voyage autour du monde dont résulte un ensemble de mille petits tableaux de formats identiques qui compose la série Quelle que soit la minute du jour. Il réalise en 2012 son deuxième tour du monde en Asie (Inde, Thaïlande, Vietnam) et en Amérique du Sud (Chili, Brésil). Il collabore régulièrement aux activités de l'association La Source fondée par le peintre Gérard Garouste.

## Sélection d'œuvres
- Tempête à Giverny, 2011, huile sur toile, 89 × 116 cm
- La Dordogne, 2010, acrylique sur toile, 180 × 270 cm (collection ministère français des Affaires étrangères)
- Cascade Argentine, 2010, acrylique et huile sur toile, 235 × 240 cm (collection fondation Eileen S. Kaminsky Family)
- Routes du monde, 2009, acrylique sur toile, 27 × 35 cm chaque (collection fondation Colas)
- Augenweide XVI, 2004, huile sur toile, 250 × 280,5 cm (collection FNAC)

## Expositions (sélection)

### Commande publique
- Hôtel St. Regis, Venise
- Plafond du Pavillon Ledoyen, Paris

### Expositions personnelles
- 2020
  - Sérial Couleurs, L’Artothèque, Caen (à venir)
  - Des Horizon si grands, Suquet des artistes, Pôle d'art moderne et contemporain de Cannes
  - Le voile effacé, Galerie Thomas Bernard - Cortex Athletico, Paris
- 2019
  - Paysage, Galerie Thomas Bernard - Cortex Athletico, Paris
  - De la Ligne à l’Horizon, Scène ouverte, Paris
- 2018
  - L’espace des métamorphoses, Cité des Arts, Chambéry
- 2017
  - De Gimel à Ushuaïa, château de Sédières, Clergoux (Corrèze)
  - Les Baigneuses, Les rencontres d'art contemporains, Cahors
- 2016
  - Portrait, Galerie Dukan, Saint Ouen
  - Diana bathing, André Simoens Gallery, Knokke
- 2015
  - Le bain de Diane, Patio Art Opera, Paris
  - Peintures, Chapelle Saint-Libéral, Brive
  - What a wonderful world, Galerie Dukan, Leipzig
  - Memories, Fonds culturel de l’Ermitage, Garches
- 2014
  - Une semaine et un jour a Prague/ A week and a day in Prague, Dvorak Sec Contemporary Gallery, Prague 
  - Les courtisanes, Galerie D.X, Bordeaux 
  - La mémoire du passé, Galerie Dukan, Paris
- 2012
  - Intimate suites, Andre Simoens Gallery, Knokke
  - Chapitre II: le plaisir de peindre, galerie Dukan Hourdequin, Paris
  - A l'origine, Musée de la Vallée de la Creuse, Eguzon
  - D'un horizon à l'autre, Château de Jau
  - Place, La Galerie du Nouvel-Ontario, Ontario
  - Galerie du CAUE, Limoges
- 2011
  - Walden ou la vie dans les bois, Galerie Domi Nostrae, Lyon
- 2010
  - The long and winding road, Galerie Dukan&Hourdequin, Marseille
  - Quelle que soit la minute de jour[4], Chapelle de la Visitation, Thonon-les-Bains[5]
- 2007
  - Klare Ferne, Institut français, Berlin
- 2006
  - Pêcher l’eau, Galerie Suzanne Tarasiève, Paris
  - The wrong line, Galerie Spinnerei archv massiv, Leipzig
- 2005
  - Augenweide, Galerie Michael Schultz, Berlin
- 2004
  - Ici ou Ailleurs, Maison des arts et de la culture André-Malraux, Créteil
  - Elsewhere, Maison des Arts Georges Pompidou, Carjac
  - Lightscape, Galerie Suzanne Tarasière, Paris
- 2002
  - Espace Croix Baragnon, Toulouse

### Expositions collectives
- 2020
  - OONN#4, ouiouinonon, Montévidéo, Marseille
  - OONN#4, ouiouinonon, 24Beaubourg, Paris
  - Over the Rainbow, Red Bull Hangar 7, Salzbourg
  - Lignes brèves, Galerie Catherine Issert, Saint-Paul-de-Vence
- 2019
  - Masterpieces vol.1, Galerie Thomas Bernard - Cortex Athletico, Paris
  - Hommage à Léonard et à la Renaissance, Château du Rivau, Lémeré
  - Tandem avec Marc Desgrandchamps, La Chapelle des Cordeliers, Toulouse
- 2018
  - Galeristes, Carreau du Temple, Paris
  - Carte blanche à Adrien Belgrand, Galerie Provost Hacker, Lille
  - Anthropocène, Galerie Joseph, Paris
  - Le beau, la belle et la bête, Château du Rivau, Lémeré
  - Paysages recomposés, Association Le Mur, Le Prieuré de Pont-Loup, Moret sur Loing
- 2017
  - 5x2+1, Art Collector, La patinoire, Bruxelles
  - Parfums de femmes, FIAC, Chambres à part 12, Grand Musée du Parfum, Paris
- 2016
  - Peindre, Galerie des jours de lune, Metz
  - Cinq fois deux, Art [ ] Collector, Studio du Patio Art Opéra, Paris
  - Interiors, Galerie Dukan, Leipzig, Germany
  - Vues sur Tanger, Palais Moulay Hfid, Tangier, Morocco
  - Le temps de l'audace et de l'engagement , De leur temps (5), Institut d'art contemporain Villeurbanne/Rhône-Alpes (IAC), Villeurbanne
  - Nature et artifice, Galerie D.X, Bordeaux
- 2015
  - Paris 2.0, Galerie Biesenbach, Cologne
  - Day dream Nation, Galerie Artdocks, Bremen 
  - Chez Marty, Galerie Sator, Paris
  - Partir, LA GALERIE, Galeries Lafayette Cap 3000, Nice
  - Collection Philippe Piguet, une passion pour l’art, L’Abbaye, Espace d’art contemporain, Annecy-le-Vieux
  - L’arbre, le bois, la forêt : lieux du mythe, du fantasme, de la peur, supports de l’imaginaire, centre d'art contemporain de Meymac
  - Déambulations - Carte Blanche à Mathieu Weiler, Galerie Brun Leglise, Paris
- 2014
  - La tête dans les nuages, L'Adresse Musée de La Poste, Paris
  - Épines d'Éden, duboisfriedland, Bruxelles
- 2013
  - Friends & Family, Galerie Eva Hober, Paris
  - De leur Temps 4 : Nantes, Centre d’art Le hangar à Bananes, Nantes
  - Gallery Tour, SpinnereiGalleries, Galerie Dukan, Leipzig
  - Mer et Ciel, Musée des Beaux-Arts de Toulon
  - Limousin. L'exception culturelle, centre d'art contemporain de Meymac
  - De l'eau dans l'art, Espace des Sources, Soultzmatt 
  - Exposition Rorcha. Correspondances (peintures de paysage), Atelier Gustave, Paris
  - Gérard Garouste, La Source et ses reflets, Hôtel de région Haute-Normandie, Rouen 
  - Clouds, curated by Franz Smola, Leopold Museum, Vienne
- 2012
  - 20 ans sur la route de l’art, Fondation Colas, École nationale des beaux-arts de Paris
  - Switch, Galerie Van De Weghe, Antwerp
  - Plaisirs de France, curated by Philippe Costamagna, Baku, Azerbaïdjan and Almaty, Kazakhstan
  - Nature & Paysages : points de vue contemporains, Drawn from the FRAC Alsace Collection, lycée Sainte-Clotilde, Strasbourg
- 2011
  - A Glimpse at French Contemporary Painting, Galeria Tap Seac, Macao
  - Des paysages, des figures. Carte blanche à Olivier Masmonteil, Le Château de Saint-Ouen, Saint-Ouen
- 2010
  - Collection 3, Fondation pour l’art contemporain Claudine et Jean-Marc Salomon, Alex[6]
  - Des Paysages et des Figures, Station 7, Marseille
  - Strates et Discontinuités, Micro Onde centre d’art contemporain de l’onde, Vélizy-Villacoublay
- 2009
  - Le murex et l’araignée, Hôtel de ville, Aubusson
- 2008
  - Délicatesse des couleurs, Hangar 7, Salzbourg
- 2007
  - Peinture : Génération 70, Fondation pour l’art contemporain Claudine et Jean-Marc Salomon, Alex[7]
- 2006
  - Landscapes, Galerie Upstairs, Berlin
  - Profils. 15 ans de création artistique en France, Pera Museum, Istanbul & Benaki Museum, Athènes
  - Voir en peinture/Two, La Générale, Paris
- 2005
  - ...Et le canard était toujours vivant, centre d'art contemporain de Meymac
  - États de peinture, maison des arts, Malakoff
- 2004
  - Climats, cyclothymie des paysages, Centre national d’art et du paysage, Vassivière-en-Limousin
  - Brainstorming, topographie de la morale, Centre national d’art et du paysage, Vassivière-en-Limousin
- 2003
  - Arcueil-Karlskrona, Musée de Karlskrona, Karlskrona
  - Suivi de chantier-Work in progress, Galerie Suzanne Tarasiève, Paris
  - Prix de la Fondation Coffim, Fondation Coffim, Paris

## Prix, bourses et résidences (sélection)
2017
- Bourse Collection Monographie, ADAGP, France

2015
- Art [ ] Collector Prize, France

2005-2006
- Résidence Spinnerei, Leipzig, Allemagne

2002-2003
- Résidence La Source-Villarceaux, France

2002
- Prix de peinture, Fondation Coffim, France

2000-2002
- Résidence La Source La Géroulde, France

## Collections
- FRAC (Fonds Régional d’Art Contemporain) Haute-Normandie, Sotteville-lès-Rouen
- Musée d’art contemporain de Strasbourg
- Ministère français des affaires étrangères, Paris
- Fondation Eileen S. Kaminsky Family, New York[8]
- Fondation pour l’art contemporain Claudine et Jean-Marc Salomon
- Fondation Colas, France[9]
- FMAC (Le Fonds municipal d’art contemporain), Paris
- Fonds national d'art contemporain (FNAC)
- Fonds régional d'art contemporain (FRAC-Alsace)
- Musée d'Evreux, France

## Publications
- Olivier Masmonteil, Paris, Editions Cercle d'Art, 2018  (ISBN 9782702210932)
- Olivier Masmonteil - Le bain de Diane, Art [ ] Collector, 2015
- Les Demoiselles oubliées, Paris, éd. Samarkand, 2013  (ISBN 979-10-91989-16-9)
- Olivier Masmonteil, Emanuel Lurin, Editions Ides et Calendes CH, collection jeunes artistes-Carrés Ides sous la direction d'Anne Malherbe, 2009  (ISBN 978-2-8258-0238-0)
- Olivier Masmonteil, AM Arts publishing, Paris 2020